# シベトン
シベトン（civetone）は、環状ケトンの一種であり、知られている最も古い香水原料の一つである（霊猫香を参照）。アフリカジャコウネコのフェロモンである。極度に希釈すると良い匂いとなる強い麝香質の香りを有する。シベトンは麝香中の主要な香気化合物であるムスコンと類似している。今日、シベトンはパーム油中の前駆体化学物質から合成することができる。
化合物名はcivet（ジャコウネコ）+ one（ケトンを表す接尾辞）から。